# Hollingwood
Hollingwood – wieś w Anglii, w hrabstwie Derbyshire, w dystrykcie Chesterfield. Leży 39 km na północ od miasta Derby i 213 km na północny zachód od Londynu.